# Záklopový strop

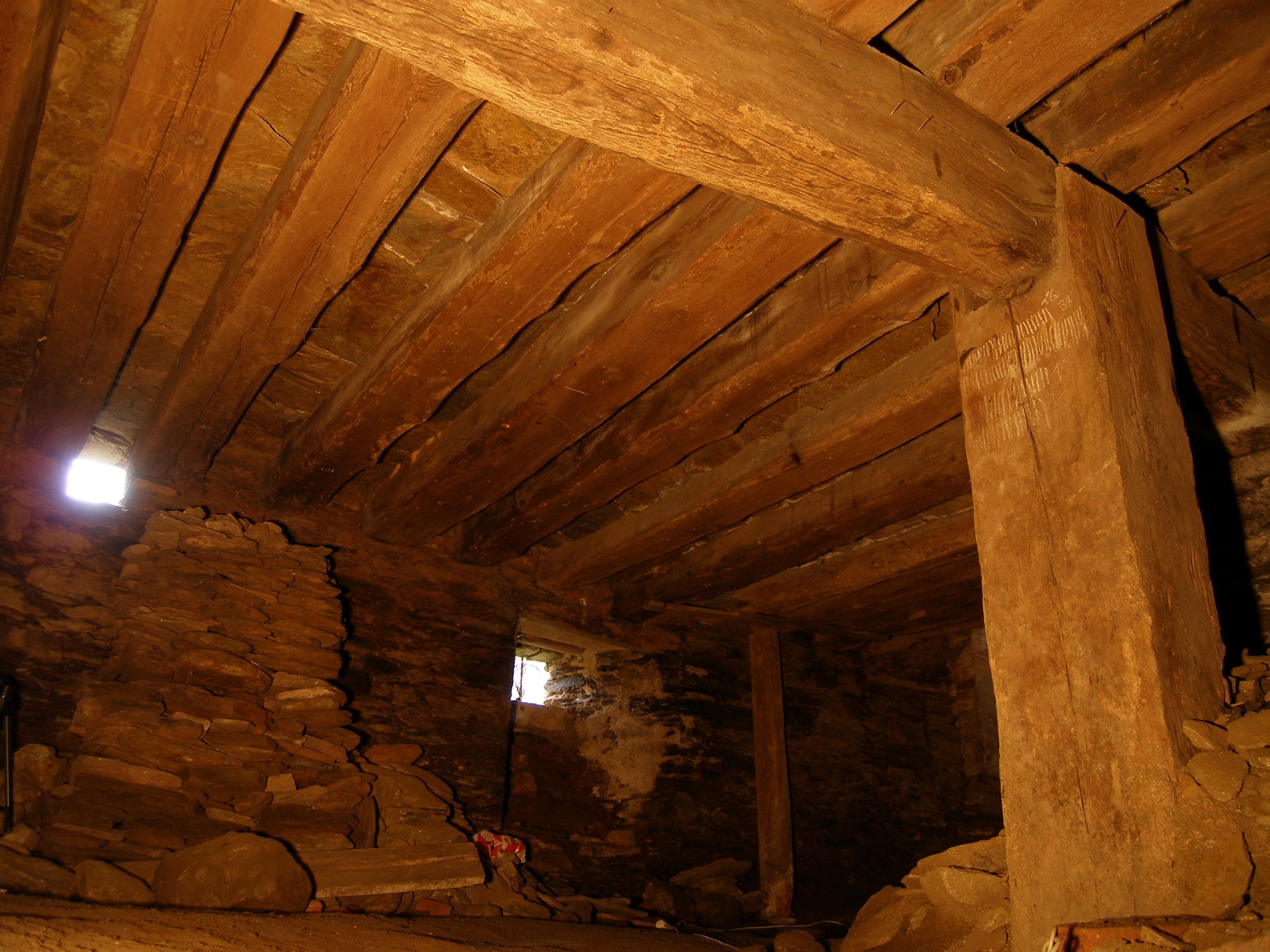
Trámový strop s kamenným záklopem (sklep bývalé rychty čp. 12 v Komárově z doby po roce 1485)

Záklopový strop je strop, který tvořen nosnými trámy, které jsou shora překryté (zaklopeny) záklopem. Záklop je obvykle tvořen prkny položenými přes více trámů nebo deskami mezi dvěma trámy. Spáry jsou kryty lištováním nebo jsou prkna a desky kladeny ve dvou vrstvách. V gotice, renesanci a baroku jsou trámy i záklop často dekorativně malované či vyřezávané.
Zvláštní variací je trámový strop s kamenným záklopem; záklop je tvořen kamennými deskami či plotnami. Ze statických důvodů jsou trámy hustě řazeny a často podepřeny průvlaky. Ve středověku byl variantou k nespalné klenbě, kamenný záklop chránil dřevěné trámy před požárem.
Příklady historické konstrukce v Česku najdeme zejména ve sklepích středověkých městských domů (např. Kolín čp. 23/I, 27, 90, 54, 137/138, 139 a 150, Holešov čp. 26, Kutná Hora, Žlutice) nebo také v jejich nadzemních podlažích (např. Nové Město nad Metují čp. 1208 a 1206). Ojedinělým příkladem této konstrukce ve venkovském prostředí, v objektu lidové architektury, je pozdně gotický strop sklepa rychty v Komárově čp. 12.